# Rocinha
Rocinha è una favela situata nella Zona Sud della città di Rio de Janeiro, in Brasile. Si distingue per essere la più grande baraccopoli del paese, con circa 210.000 abitanti. La regione è ormai considerata un quartiere ed è stato definito dalla legge n. 1995 del 18 giugno 1993, con i cambiamenti dei suoi limiti tra i quartieri di Gávea, Vidigal e São Conrado.
Si trova tra i quartieri di Gávea, Sao Conrado (due dei distretti con la tassa di proprietà più alta della città) e Vidigal.  La vicinanza delle residenze di classe alta dei primi due quartieri e la classe bassa di Rocinha segna un profondo contrasto urbano nel paesaggio della regione, che viene spesso citato come simbolo di disuguaglianza sociale in Brasile. Il suo indice di sviluppo umano (HDI), nel 2000 è stato 0,732, al 120º posto tra le 126 regioni analizzate nella città di Rio de Janeiro.
Rocinha ha caratteristiche peculiari: attualmente, si trova nel quartiere Barcelos, una vasta gamma di commerci e servizi, così come molti immobili residenziali di qualità. Già in altre aree, come ad esempio a Macega Vila, si trovano case di legno a rischio e senza infrastrutture, dove molte famiglie vivono in condizioni di estrema povertà. La sua popolazione è stimata in 120.000 abitanti per i registri della Light S.A., in 62.000 per l'ultimo censimento ufficiale e più di 150.000 secondo i residenti.

## Storia
È una delle 700 favelas che fanno parte della città di Rio de Janeiro. È la favela più grande del mondo e conta circa 70.000 abitanti ufficiali. Come capita spesso ai quartieri poveri, essa è preda di lotte tra diverse gang di trafficanti (Amigos dos Amigos o Comando Vermelho) per prendere il controllo della favela.
Nel 2010, il distretto ha acquisito una passerella pedonale progettata dall'architetto Oscar Niemeyer, che collega il quartiere di baracche al complesso sportivo situato di fronte all'autostrada Lagoa-Barra.
Il 13 novembre 2011, Rocinha è stata teatro di una grande operazione condotta dalle forze armate del Brasile e dalle forze dell'ordine brasiliane. L'obiettivo era la ripresa del territorio dalle mani dei trafficanti di droga, al fine di preparare il terreno per la futura installazione della ventottesima Unità di Polizia di Pacificazione della città. In data 20 settembre 2012, la comunità ha cominciato ad essere frequentata dalla 28ª UPP con un effettivo di 700 agenti di polizia. La comunità dispone di 80 telecamere di sorveglianza per aiutare la polizia alla sicurezza della comunità.

## Amministrazione
Rocinha fu istituito il 18 giugno 1993 come unico bairro dell'omonima Regione Amministrativa XXVII del comune di Rio de Janeiro.

## Tubercolosi
Il quartiere è uno dei focolai di tubercolosi del paese, con un tasso di incidenza di 372 casi di malattia ogni 100.000 abitanti. Questo tasso è di 11 volte superiore rispetto alla media nazionale. L'alta concentrazione della malattia nel quartiere ha diverse cause, ad esempio strade strette, che ostacolano la penetrazione della radiazione solare e la ventilazione nelle case; l'alta densità di popolazione; la povertà; e la mancanza di servizi igienico-sanitari. Tutti questi elementi stimolano la proliferazione dei batteri che causano la malattia.